# Place Marcel-Aymé
La place Marcel-Aymé est une place de Paris (France) située sur la butte Montmartre dans le quartier des Grandes-Carrières du 18e arrondissement.

## Situation et accès
Située à la croisée de la rue Girardon et de la rue Norvins, la place est desservie par la ligne 12 à la station Lamarck - Caulaincourt.

## Origine du nom

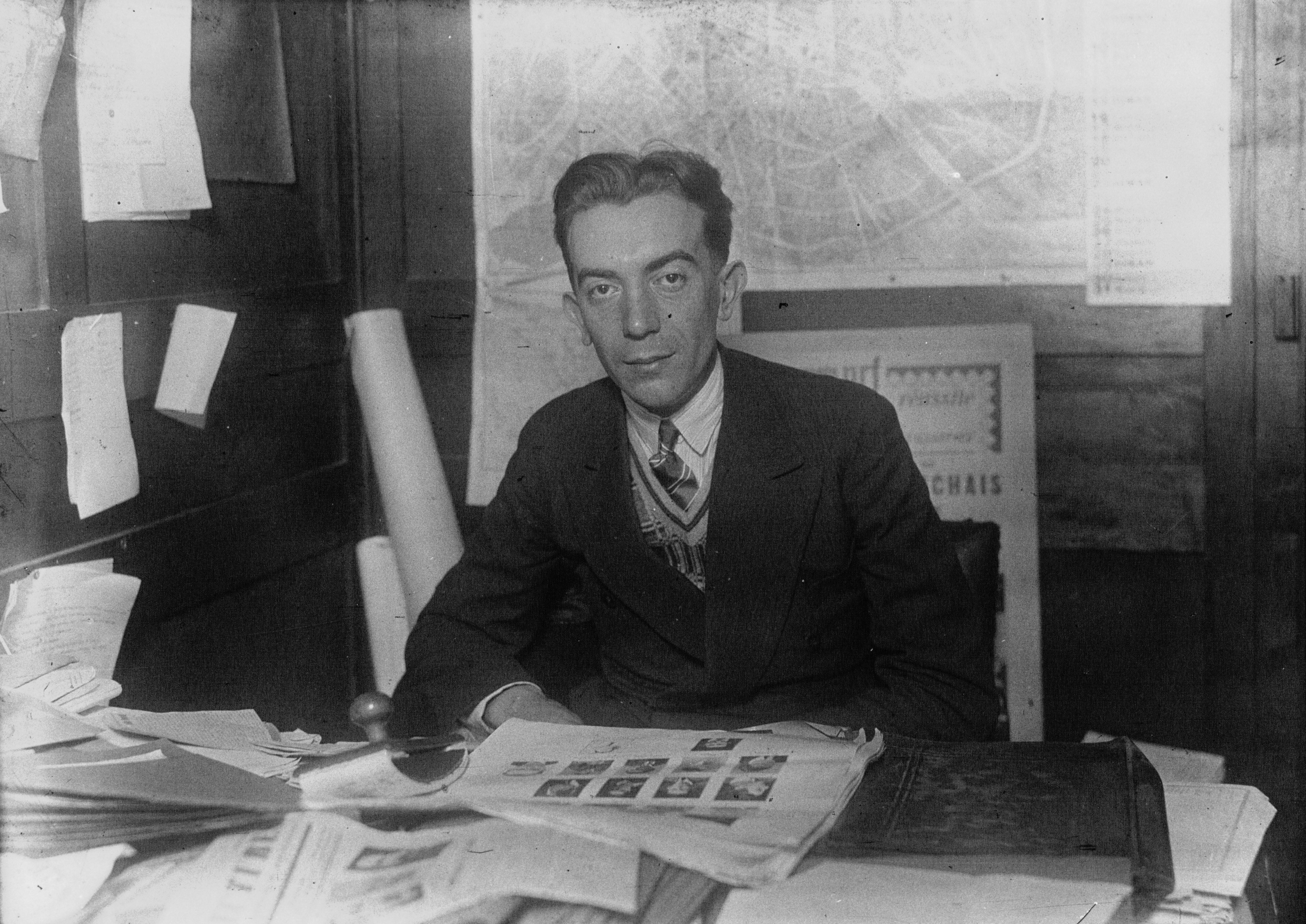
Marcel Aymé en 1929.

Elle porte le nom de Marcel Aymé, écrivain, dramaturge, nouvelliste, scénariste et essayiste, qui vécut rue Norvins,.

## Historique
La place est créée en 1986.

## Bâtiments remarquables et lieux de mémoire

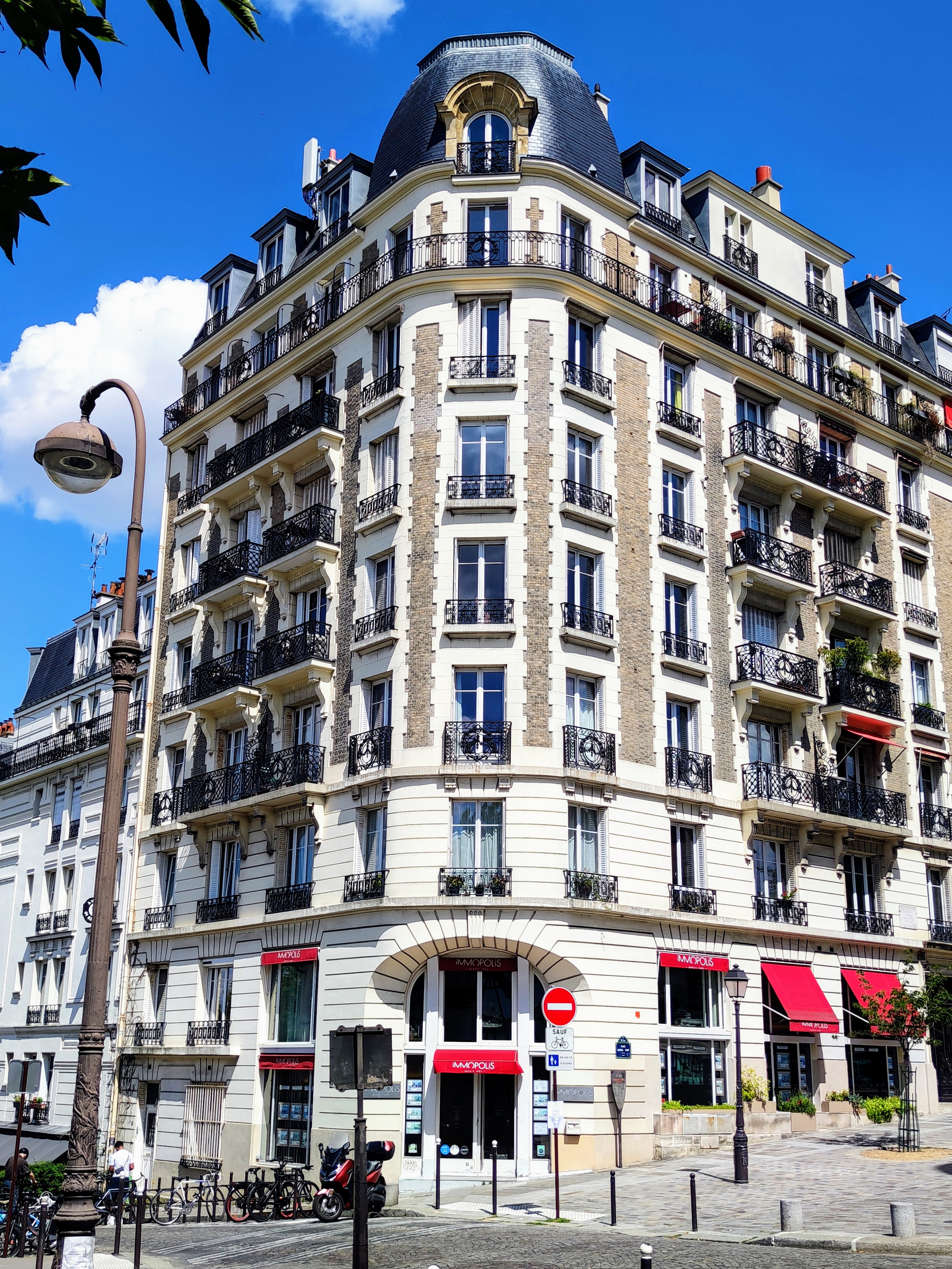
No 2.

- No 2 (et 26, rue Norvins) : immeuble de logements construit en 1912 par l’architecte Charles Adda[3].
À partir de 1930, s'y tient le salon artistique R-26.
Deux plaques commémoratives sont installées, indiquant que Marcel Aymé et le compositeur Désiré-Émile Inghelbrecht habitèrent dans cet immeuble[2].

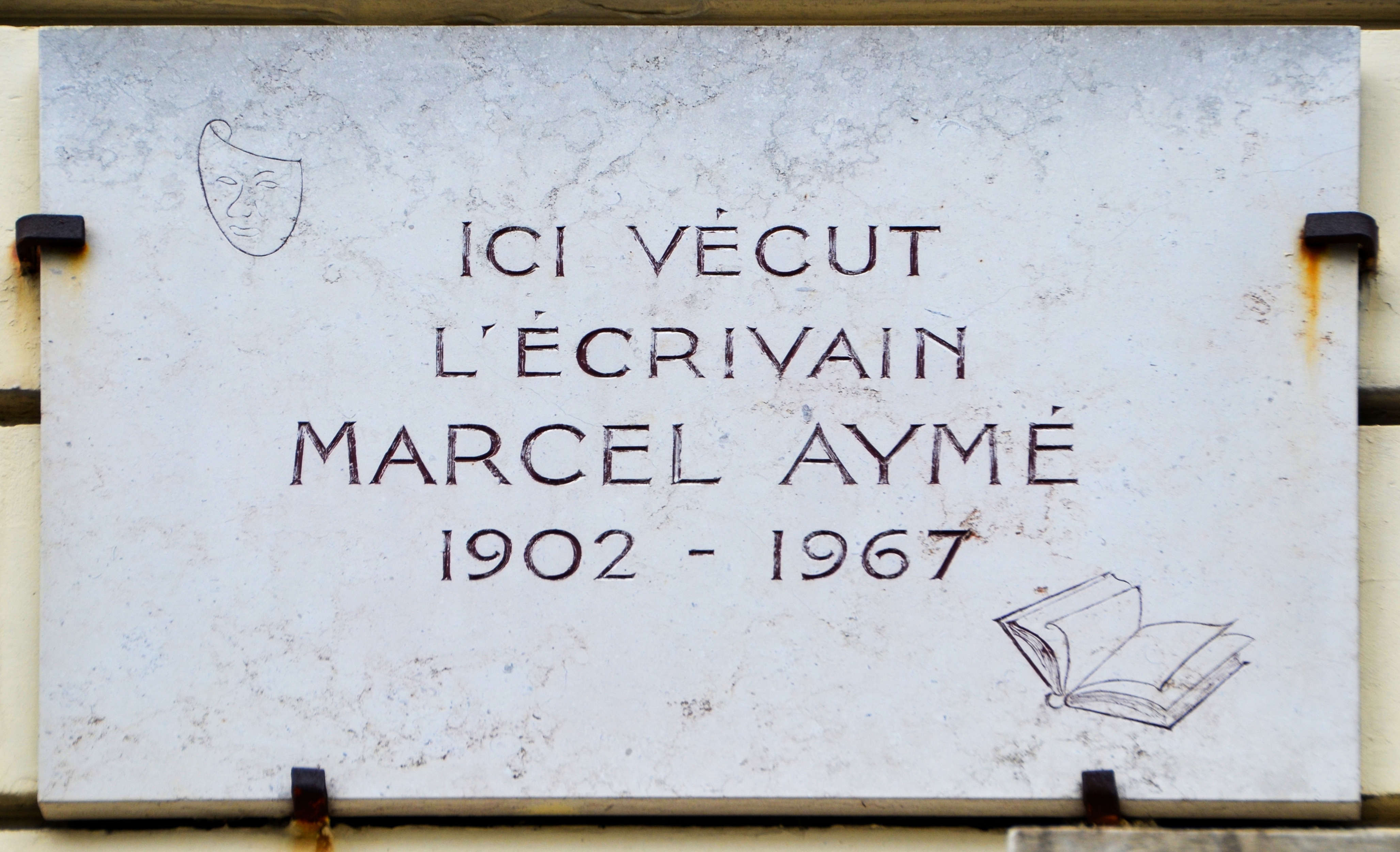
Plaque à Marcel Aymé.
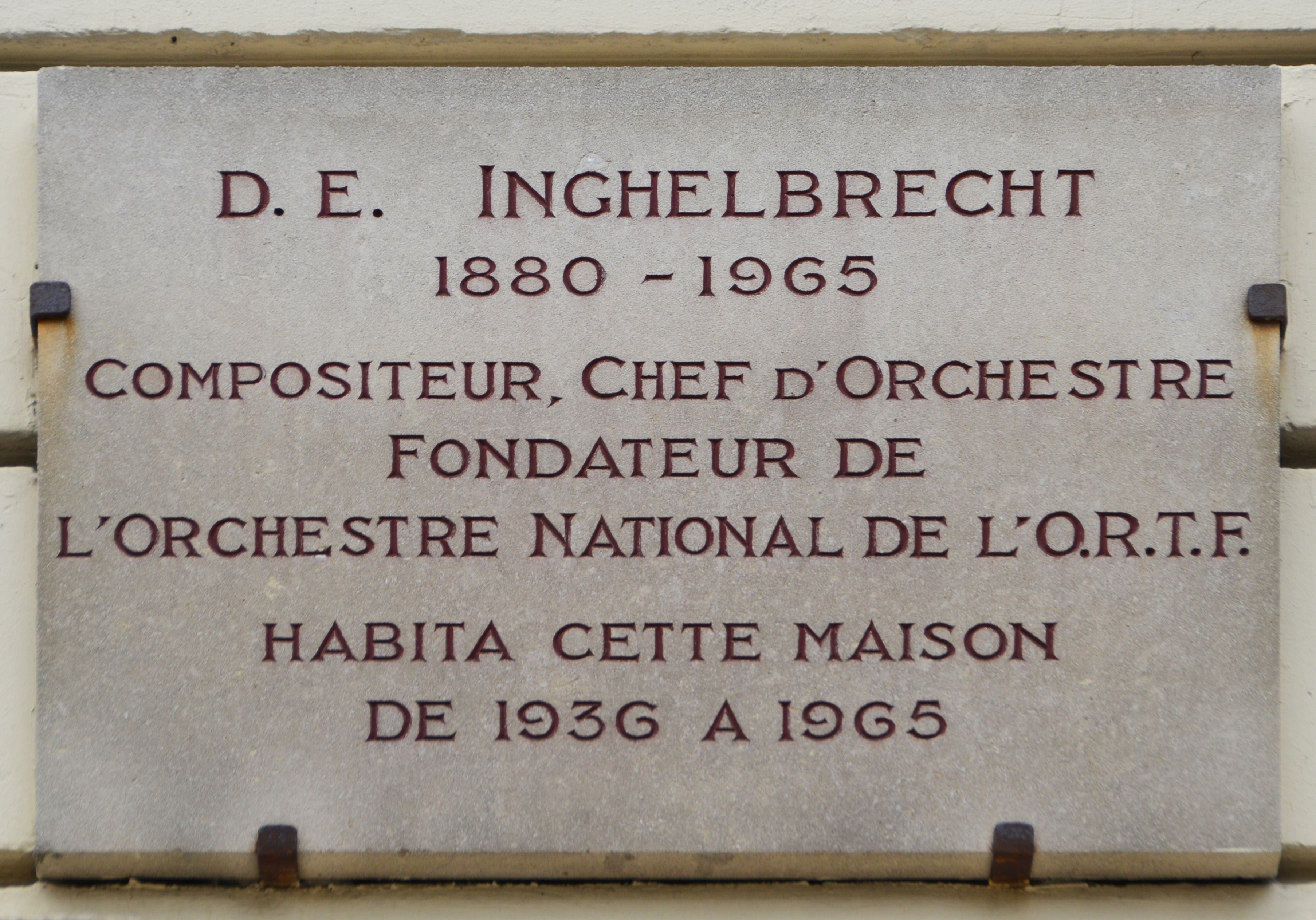
Plaque à Désiré-Émile Inghelbrecht.

- Une sculpture réalisée par Jean Marais et évoquant la nouvelle Le Passe-muraille de Marcel Aymé donne à voir le personnage de cette dernière figé dans la pierre au moment où il émerge de la paroi. Réalisé en 1967 à la mort de l'écrivain, le bronze final a été inauguré sur la place en 1989[1],[2]. Lors du vernissage, l'acteur ironise : « Je suis maintenant un sculpteur »[4].

Cette place possède également un panneau Histoire de Paris qui résume la nouvelle de Marcel Aymé.

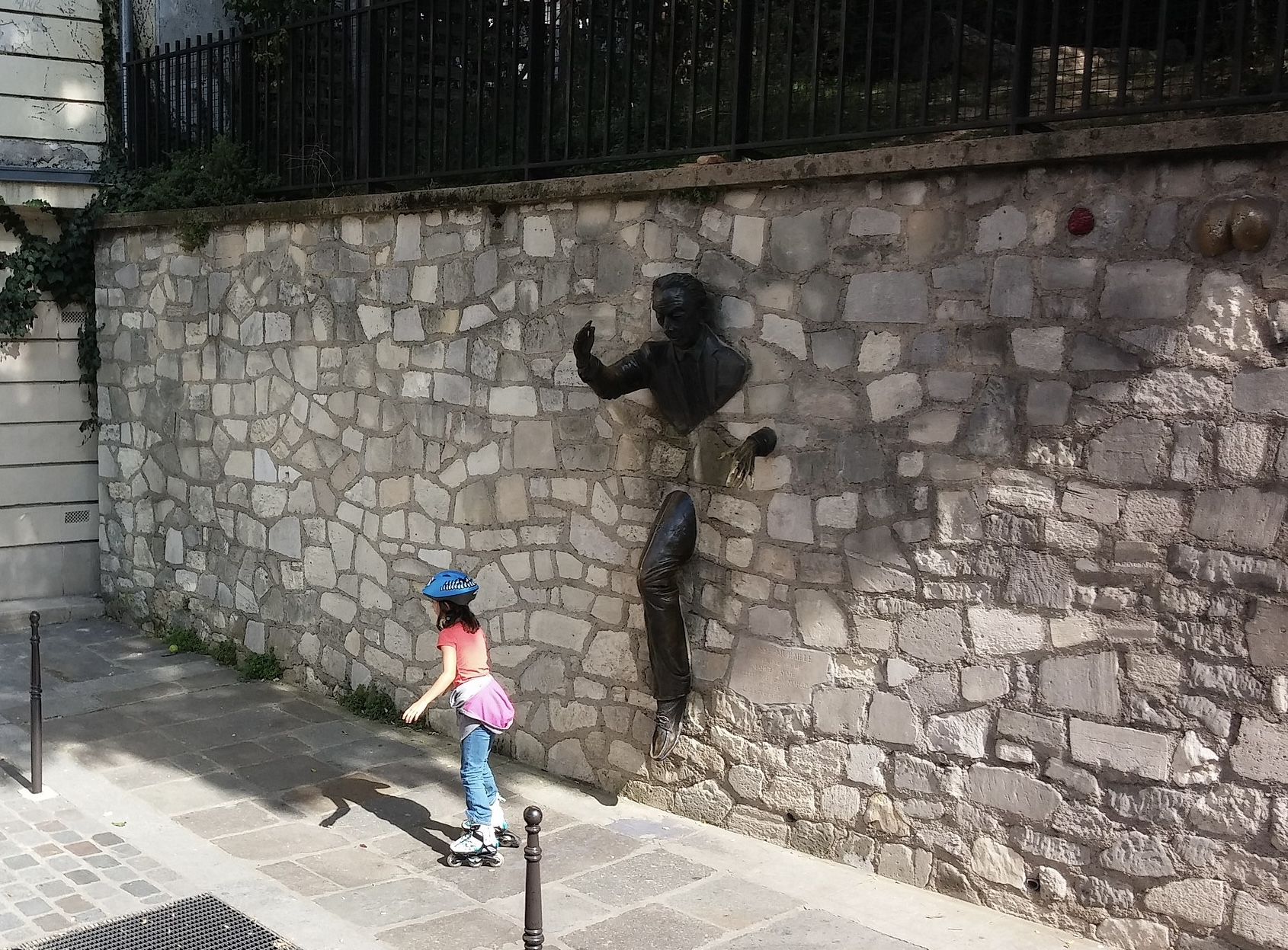
La sculpture de Jean Marais émergeant du mur.
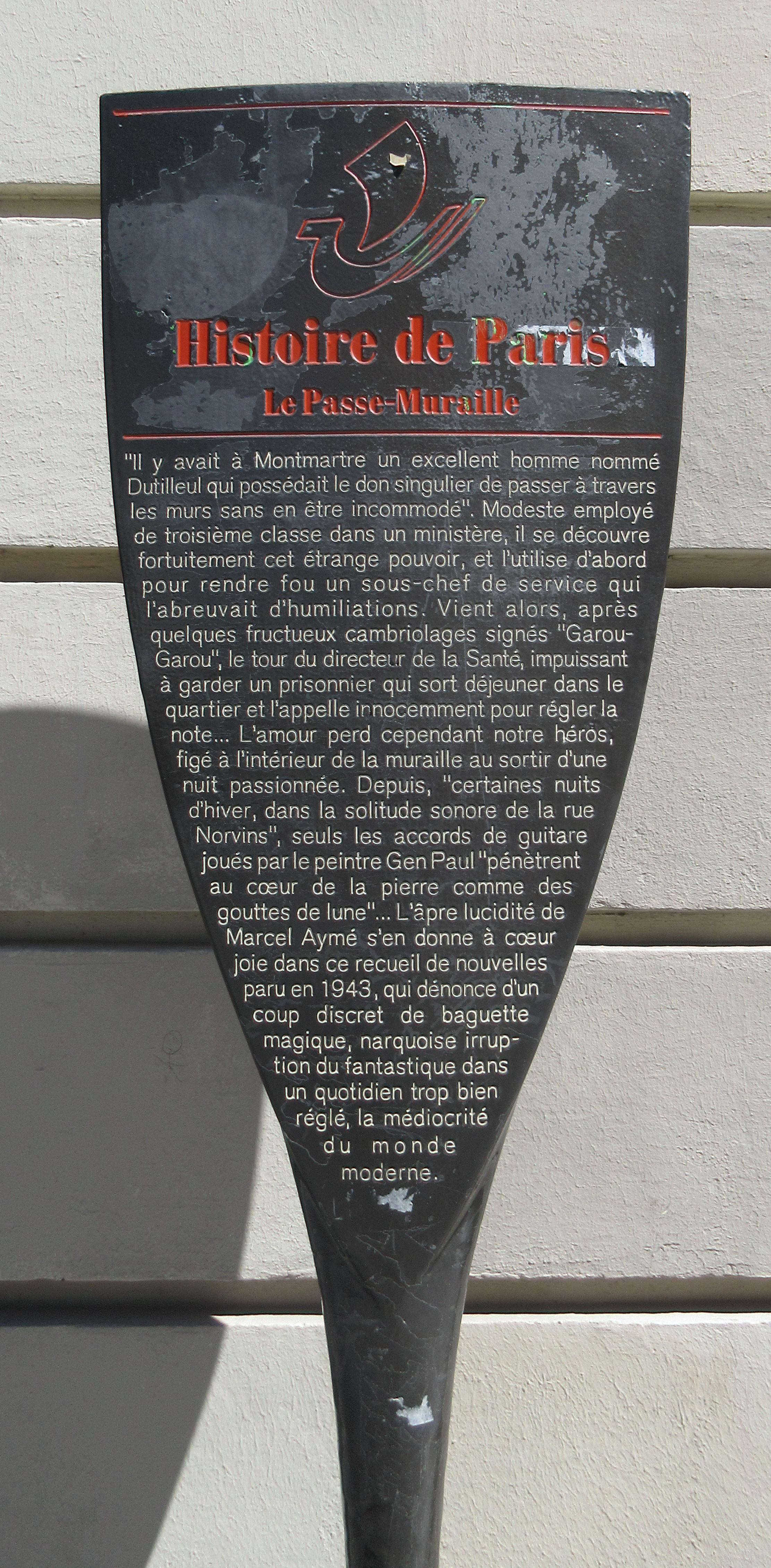
Panneau Histoire de Paris.